# Manus Evers

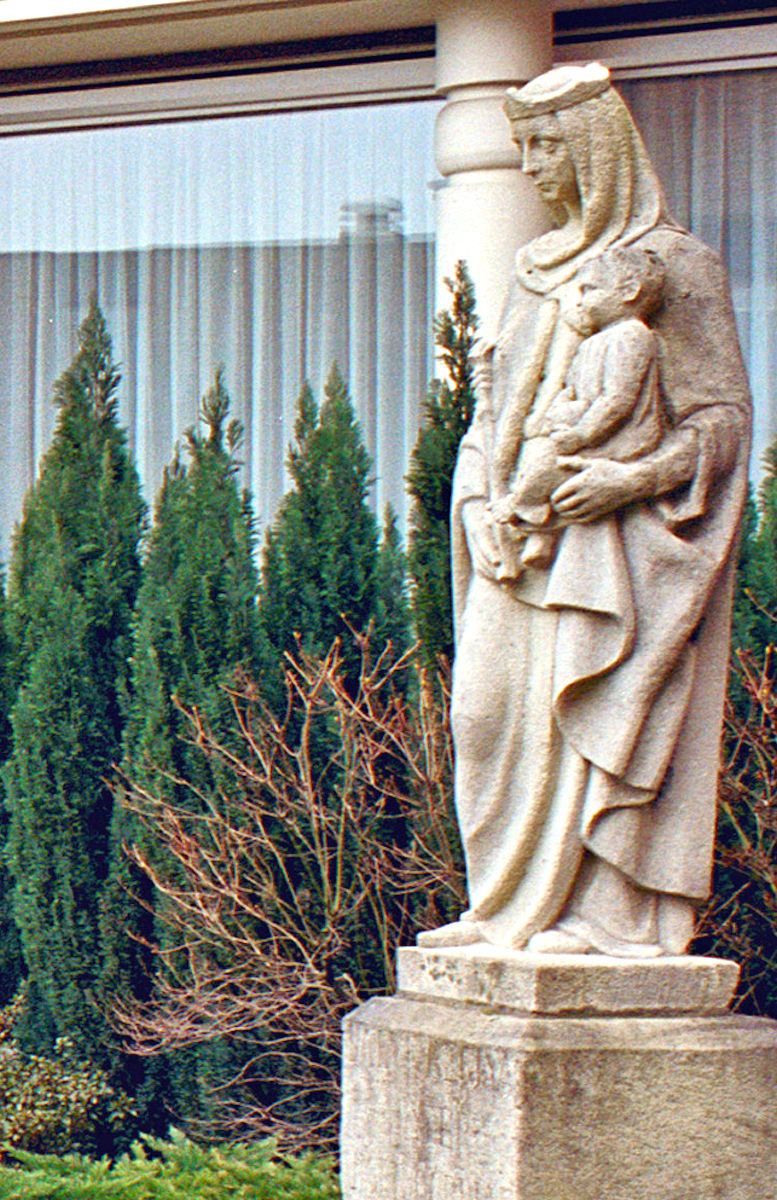
O.L. Vrouw, Moeder van Barmhartigheid (1935)

Herman Jozef Aloijsius Maria (Manus) Evers (Tilburg, 13 mei 1903 – Mill, 2 oktober 1981) was een Nederlands beeldhouwer.

## Leven en werk
Manus Evers was een zoon van rijtuigschilder Antonius Hubertus Evers en Cornelia Maria Hollanders. Hij bezocht het Sint Odulphuslyceum, onder rector P.C. de Brouwer en de Academie voor Beeldende en Bouwende Kunsten, onderdeel van de RK Leergangen in Tilburg, waar hij les kreeg van Gerard Bourgonjon. Evers vervolgde vanaf 1928 zijn opleiding aan de Koninklijke Academie voor Schone Kunsten van Antwerpen en keerde in 1933 terug naar Tilburg. Hij had zijn atelier aan de Willem II straat in Tilburg. Evers maakte vooral figuratief christelijk-religieus werk, waaronder Mariabeelden voor kapellen van de architecten Jos. Bedaux en Granpré Molière en staties voor de kruisweg van Handel.
Evers trouwde uit bescherming in 1940 met een 18-jarige Joodse vrouw. Zij doken tijdens de Tweede Wereldoorlog onder, haar ouders werden in Sobibor omgebracht. Het echtpaar vestigde zich in 1945 in kasteel Aldendriel in Mill. Twee jaar na de oorlog verliet zijn vrouw hem, het huwelijk werd pas jaren later officieel ontbonden. Het verlies van zijn vrouw, onenigheid over de uitvoering van de kruisweg van Handel en financiële problemen leidden tot een depressie bij Evers, ook zijn artistieke productie had daarvan te leiden. Eind 1962 verhuisde hij binnen Mill naar een voormalig café en in 1972 naar een bejaardenwoning. Hij overleed op 78-jarig leeftijd en werd begraven op het R.K.-kerkhof in Mill.

## Enkele werken
- Mariabeeld (1933) voor de Mariakapel in Huijbergen.[4]
- Mariabeeld voor een veldkapel in Oirschot (1934)[4]
- beeld van Sint Oda (1934) voor de Sint Odakapel (van architect Granpré Molière) op het kerkhof van Sint-Oedenrode.
- gevelbeeld van Peerke Donders (1934) voor het Fraterhuis Petrus Donders in Tilburg
- O.L. Vrouw, Moeder van Barmhartigheid (1935) op binnenplaats van het generaliteitsgebouw van de Fraters van Tilburg aan de Gasthuisring in Tilburg
- Maria met kind (1935) voor de Onze-Lieve-Vrouwekapel in Bergeijk.[4]
- reliëf Gildenrode (1937) aan de Stationsstraat in Geldrop.
- O.L. Vrouw ter Baan (1937) voor de O.L. Vrouw ter Baan-kapel in Tilburg, opgericht ter ere van P.C. de Brouwer.
- O.L. Vrouw van de Voort (1938) voor de O.L. Vrouw van de Voort-kapel aan De Voort in Hilvarenbeek.
- Maria met kind (1939) voor de Mariakapel in Moerdijk. De kapel werd ontworpen door Jos. Bedaux in opdracht van Brabantia Nostra.
- beeld voor een veldkapel in Someren (1939)[4]
- Mariabeeldje (1941) boven de entree van Stevenzandsestraat 17 in Tilburg
- drie staties (1946-1958) voor de Kruisweg in het processiepark achter de Onze-Lieve-Vrouw-Tenhemelopnemingskerk in Handel.
- gevelreliëf (1947) ter herinnering aan het volksspel Bosch' Marieke. Herplaatst aan het pand Sint Jorisstraat 131, 's-Hertogenbosch
- Indië-monument (1957) in Mill
- Maria met kind (1967) in Zevenbergschen Hoek
- reliëf gemeentewapen (1969) voor het raadhuis van Mill en Sint Hubert

## Fotogalerij

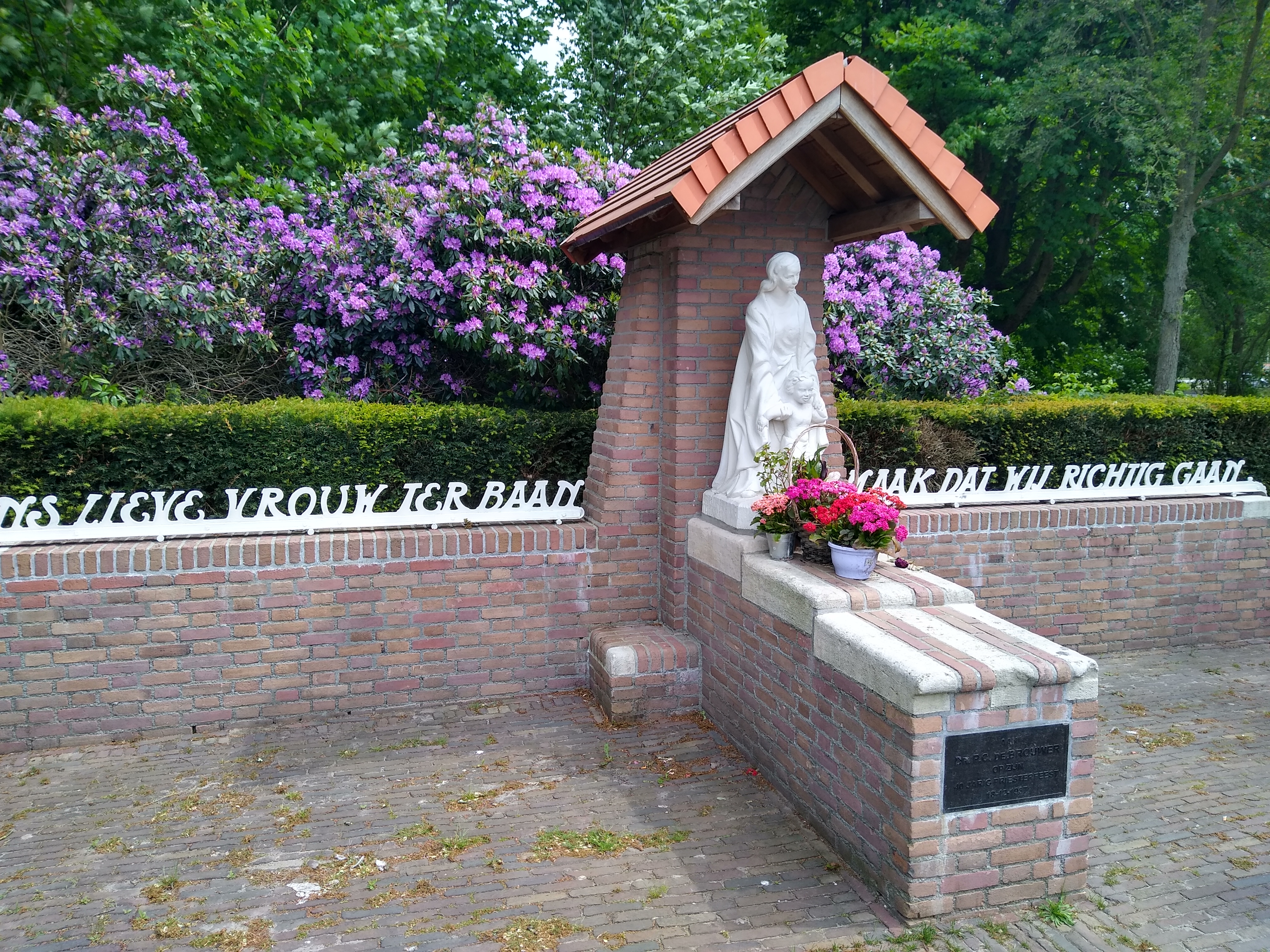
O.L. Vrouw ter Baan (1937)
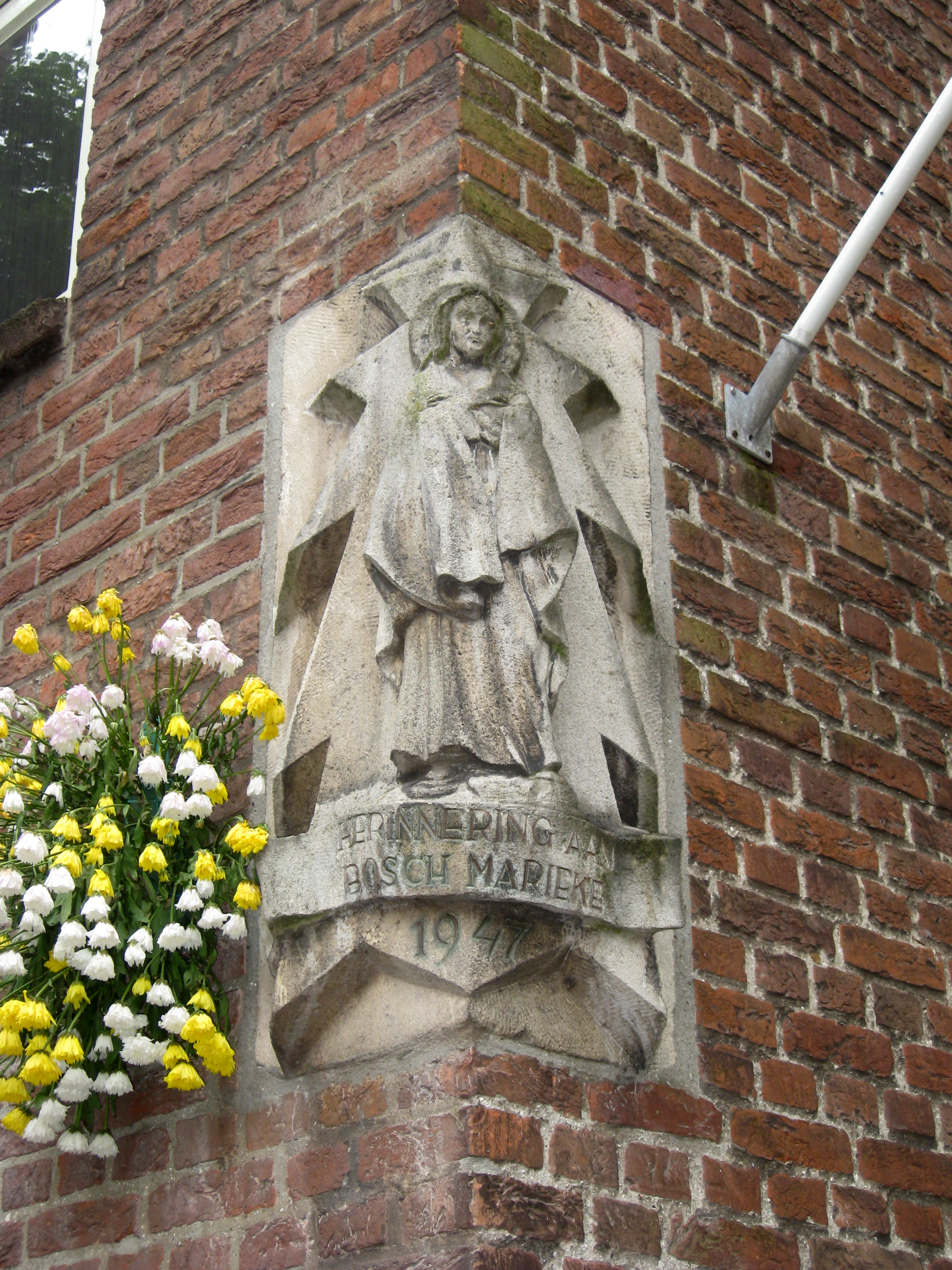
Bosch Marieke (1947)
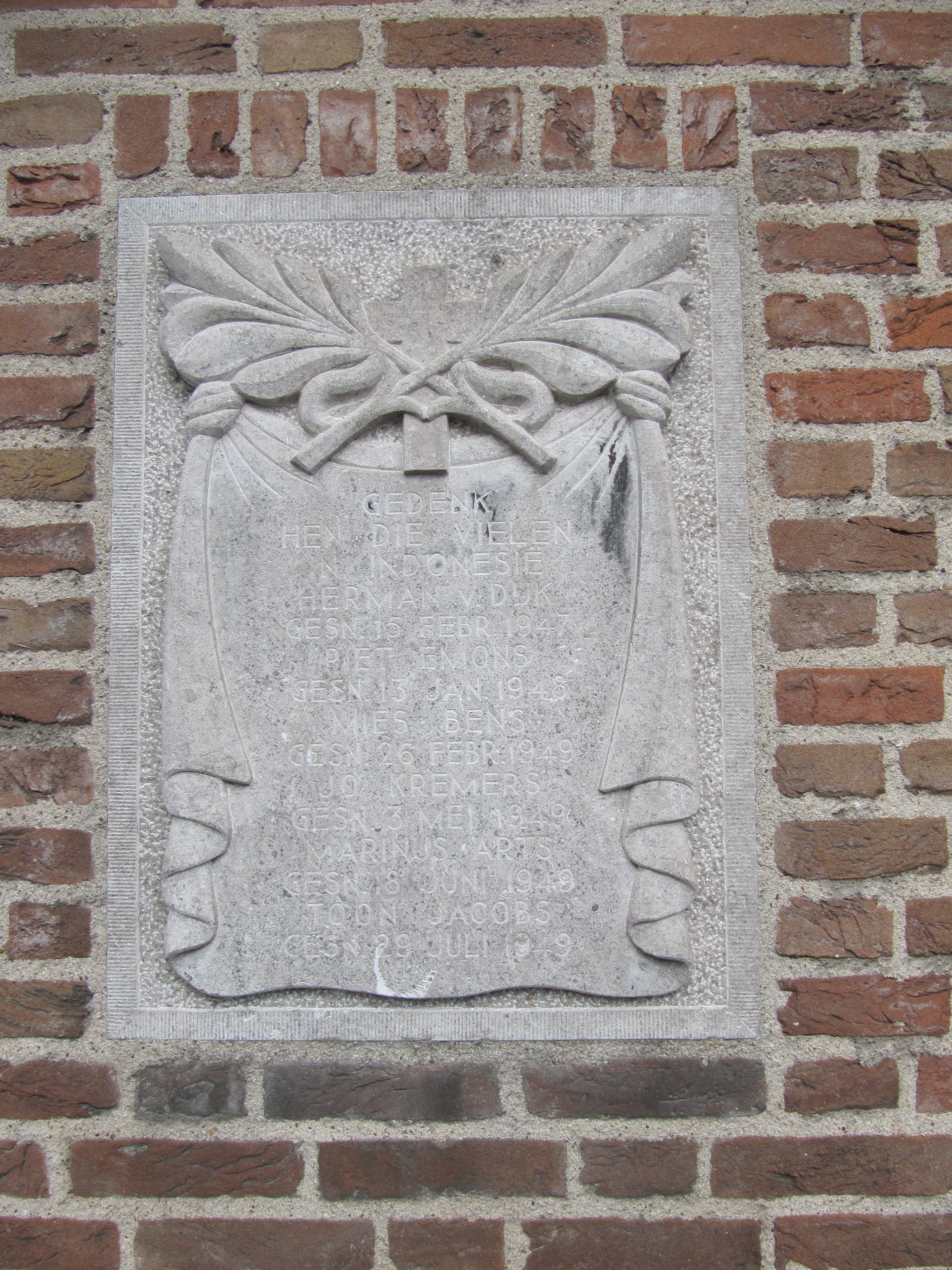
Indië-monument (1957)
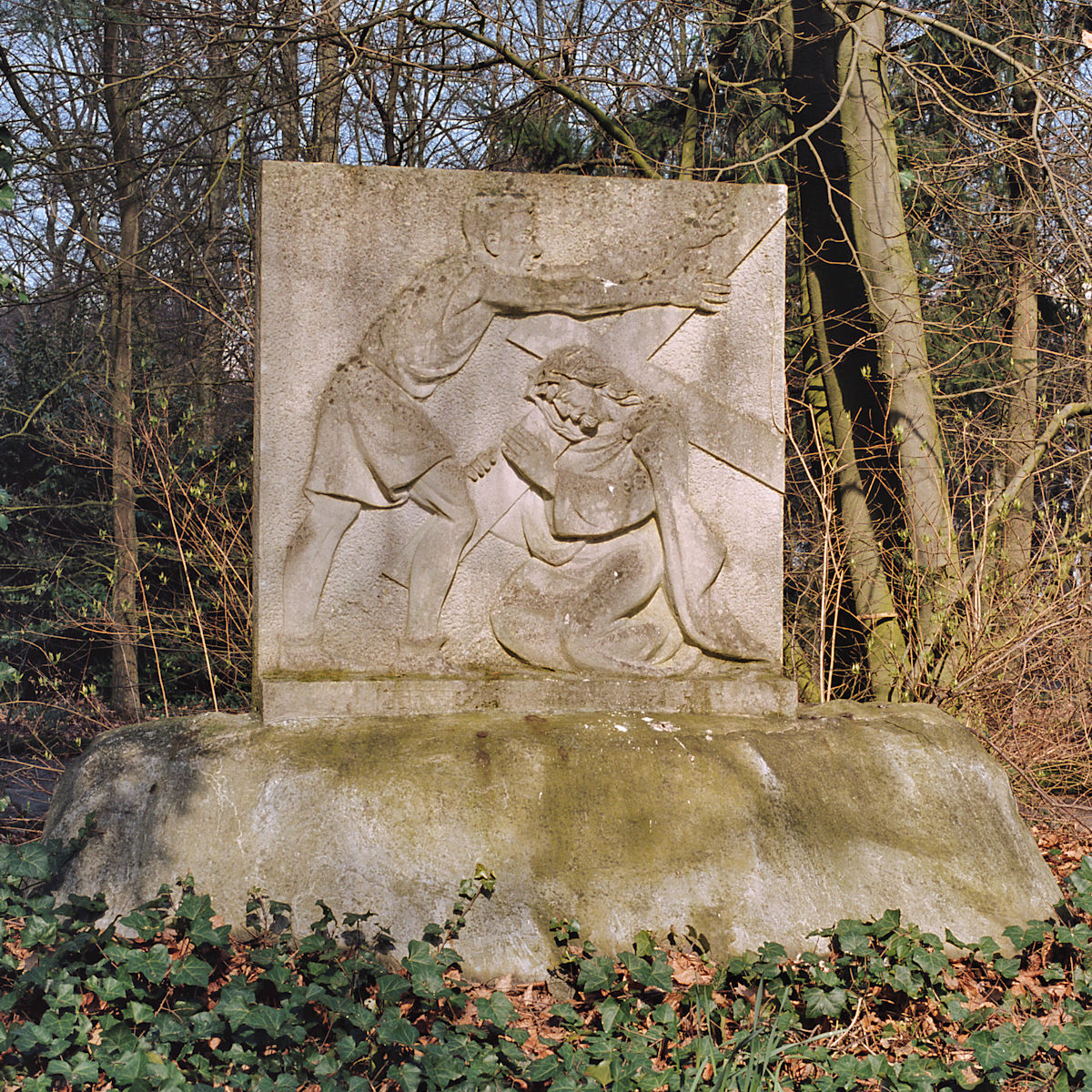
Statie III, Kruisweg Handel (1958)

- Biografisch Portaal: 67030880
- RKD-Nederlands Instituut voor Kunstgeschiedenis: 26876